# Liar! Liar!
「Liar! Liar!」 (ライアー! ライアー!)は、日本の音楽ユニット・B'zの楽曲。1997年10月8日にRooms RECORDSより23作目のシングルとして発売された。

## 概要
9thアルバム『SURVIVE』からの先行シングル。
発売当初はノンタイアップであり、リリース後しばらくしてからタイアップがついた。リリース後にジャケット写真のB'zをアニメイラストにしたステッカーが封入されているバージョンも7万枚限定で発売された。
本作のCMでは「稲葉が腹話術を行う」、「松本がバーで飲む」、「2人がヒッチハイクをする」という一風変わったものが放送された。
オリコンでは『Liar! Liar!/ビリビリ』と両A面シングルとして扱われているが、公式では「Liar! Liar!」の単独A面である。
『FIREBALL』と同様にオリコンではミリオンには届かなかったが、日本レコード協会の集計ではミリオンセラーを達成している。

## 収録曲
| 全作詞: 稲葉浩志、全作曲: 松本孝弘、全編曲: 松本孝弘・稲葉浩志・徳永暁人。 |                 |          |            |      |
| #                                                                          | タイトル        | 作詞     | 作曲・編曲 | 時間 |
| 1.                                                                         | 「Liar! Liar!」 | 稲葉浩志 | 松本孝弘   | 3:22 |
| 2.                                                                         | 「ビリビリ」    | 稲葉浩志 | 松本孝弘   | 3:33 |
| 合計時間:                                                                  | 合計時間:       | 6:55     |            |      |

## 楽曲解説
1. Liar! Liar!
  - 打ち込み音やギターリフを多用した楽曲。
  - 歌詞は社会風刺を取り込んだもの[4]。サビでは曲名にもあるLiarで韻を踏んでいる[5]。
  - PVは米国ルイジアナ州ニューオーリンズで[6]、9月9日と10日の2日間で撮影された[7]。このPVは、『SURVIVE』のCDを1997年当時のパソコンに入れると見ることができた。
  - 元メガデスのマーティ・フリードマンが日本のロックに傾倒するきっかけとなった曲である[8]。
2. ビリビリ
  - 打ち込みのベースと山木秀夫によるドラム・ループを使用した楽曲[7]。
  - レコーディングには、ボグナー（英語版）のギター・アンプが使用された[7]。
  - 現在もライブ未演奏。

## タイアップ
- PerfecTV!『MUSIC FREAK TV』CMソング (#1)
- 『'97 NHL 日本公式開幕戦』オフィシャルテーマソング (#1)
- 全局25局ネット『J-ROCK ARTIST COUNT DOWN 50』エンディングテーマ (#2)

## 参加ミュージシャン
- 松本孝弘:ギター、全曲作曲・編曲
- 稲葉浩志:ボーカル、全曲作詞・編曲
- 徳永暁人:ベース (#1)、全曲編曲
- 山木秀夫:ドラム (#2)

## 収録アルバム
Liar! Liar!
- SURVIVE
- B'z The Best "Treasure"
- B'z The Best XXV 1988-1998

ビリビリ
- B'z The "Mixture" (-Mixture mix-)

## ライブ映像作品
Liar! Liar!
- once upon a time in 横浜 〜B'z LIVE GYM'99 "Brotherhood"〜
- a BEAUTIFUL REEL. B'z LIVE-GYM 2002 GREEN 〜GO★FIGHT★WIN〜
- B'z LIVE-GYM Hidden Pleasure 〜Typhoon No.20〜
- GO FOR IT, BABY -キオクの山脈- (特典DVD)
- B'z LIVE-GYM 2011 -C'mon-
- B'z LIVE-GYM 2008 -ACTION-
- B'z COMPLETE SINGLE BOX (特典DVD)
- DINOSAUR (特典DVD・Blu-ray Disc)
- B'z SHOWCASE 2020 -5 ERAS 8820- Day1〜5